# Marsjömålet

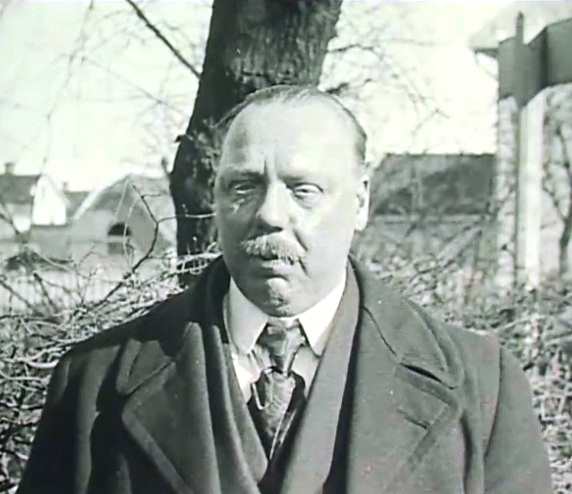
Emil Larsson

Marsjömålet var ett svenskt rättsfall som inleddes 1919 efter ett slagsmål mellan fyra män, hemmahörande i Marsjö i Västra Vingåkers socken i Södermanlands län. Målet var ett av sin tids mest uppmärksammade rättsfall i Sverige.

## Huvudpersonerna

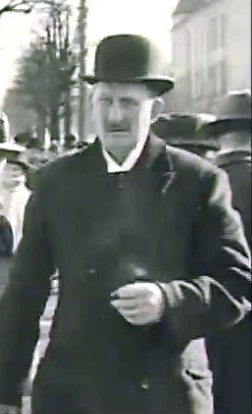
Erik Gustafsson

Johan Emil Pettersson-Larsson, i samtiden kallad Emil Larsson eller "Sme-Emil", föddes 19 november 1876 i Västra Vingåker som son till smeden Lars Pettersson och hans hustru Gustava Matilda, f. Lundberg. Fadern föddes 26 oktober 1836 i V Vingåker och dog 20 mars 1921 i Marsjö Mellangård, modern föddes 25 december 1837 i Skedevi och dog 29 juli 1921 i Marsjö Mellangård. Emil Larsson, som utbildat sig till smed, emigrerade 1904 till Amerika och återvände 1911 till Marsjö. Han lämnade åter Sverige för Amerika 1912. Han avled 6 oktober 1954 i Askers församling.
Erik Arvid Gustafsson, född 28 maj 1880 i Västra Vingåker, död 6 mars 1955 i Stora Malms församling, var slaktare och ägde huvudbyggnaden på Marsjö Mellangård. De båda antagonisterna bodde alltså bara några meter från varandra.

## Bakgrund
När Larsson 1911 återvände till Marsjö med intjänade pengar drabbades han snart av omgivningens avundsjuka, vilket ledde till två slagsmål. Mot sitt nekande dömdes han för misshandel. Han sålde då sina föräldrars gård, Marsjö Mellangård, för att ännu en gång ta sig till Amerika. Sex år senare fick han reda på att gården, där föräldrarna bodde kvar på undantag, sålts till Larssons antagonist Erik Gustafsson, som behandlade dem illa. Detta innebar att han ännu en gång återvände till Marsjö. Sju månader efter hemkomsten hamnade Larsson återigen i slagsmål och anhölls av landsfiskalen Herman Viktor Nyman (26 juni 1879-24 juli 1941). Slaktaren Erik Gustafsson hävdade att Larsson misshandlat honom så svårt att han var tvungen att operera bort ett öga.

## Rättegången
Rättegången hölls i Oppunda häradsrätt i Katrineholm. I rättegångsförhandlingarna åberopade Emil Larsson nödvärnsrätt och menade att en trädgren kunde ha åstadkommit Gustafssons ögonskada. Larsson biträddes av häradshövdingen Axel Carlson som tidigare hade agerat försvarare för de inblandade i Hammarbymordet. Landsfiskal Nyman, som även var åklagare hävdade bland annat att Larsson använt en amerikansk batong, försedd med blykulor vilket dock inte kunde bevisas. Larsson dömdes mot sitt nekande till straffarbete i tre år och skadestånd på 8000 kr till Gustafsson. Larsson betalade aldrig skadeståndet, vilket ledde till att Nyman utmätte hans intjänade pengar som var placerade i Örebro folkbank samt rätten till hans föräldraarv. Nyman försökte även få honom utvisad ur landet med hänvisning till att han var lömsk och hämndgirig samt stämpla honom som sinnessjuk, vilket inte lyckades. Emil Larsson lämnade in en stämningsansökan mot landsfiskal Nyman för falskt åtal, men dömdes på nytt till straffarbete. I rättssalen anklagade han Nyman för stöld och mened.

## Uppmärksamhet och resning
Jurister hade avrått Larsson från att lämna in sin stämningsansökan mot Nyman, men han fick bland annat stöd av advokaten Hugo Lindberg som hade engagerat sig i fallet. Även pressen började intressera sig för målet och Emil Larssons öde fick stor uppmärksamhet i Sverige. Domen mot honom uppfattades som en juridisk rättsskandal och fackförbund, ideella föreningar och jurister började engagera sig för hans sak. Pengar samlades in och kända personer visade öppet sitt stöd för Larsson. Under sin tid på Kronohäktet i Nyköping och under åren på Långholmens centralfängelse fick Larsson även ta emot ett stort antal brev från personer som gav honom sitt stöd.
Hugo Lindberg lät göra en ny undersökning och lämnade in en resningsansökan. 17 januari 1927 togs målet upp igen inför ett stort pressuppbåd, som även innefattade filmkameror. Gustafsson biträddes denna gång av Axel Carlsons son Einar van de Velde.
Domen, som meddelades 14 juni 1927 fastslog att Larsson hade nödvärnsrätt, men att han använt mer våld än nöden krävde. Han dömdes återigen till straffarbete, vilket dock redan var avtjänat. Skadeståndskravet sänktes från 8000 kronor till 3000 kronor. Målet överklagades till hovrätten där domen blev straffarbete i 15 månader och skadestånd på 8230 kronor. 22 januari 1929 kom den slutgiltiga domen från högsta domstolen som fastställde strafftiden till 15 månader och skadestånd till 5000 kronor.
Emil Larsson kom aldrig över de fällande domarna och gjorde sig ovän med advokaten Hugo Lindberg. Larsson intogs senare till Sundby sinnessjukhus där han avled 1954. Hans hus flyttades senare till Stockholms skärgård.
Nyman ropade in Larssons bankbok på auktion och fick därmed tillgång till de pengar som fanns på den. Efter denna händelse registrerades en ny lag som medförde att man inte kunde ropa in bankböcker eller värdepapper.

## Galleri

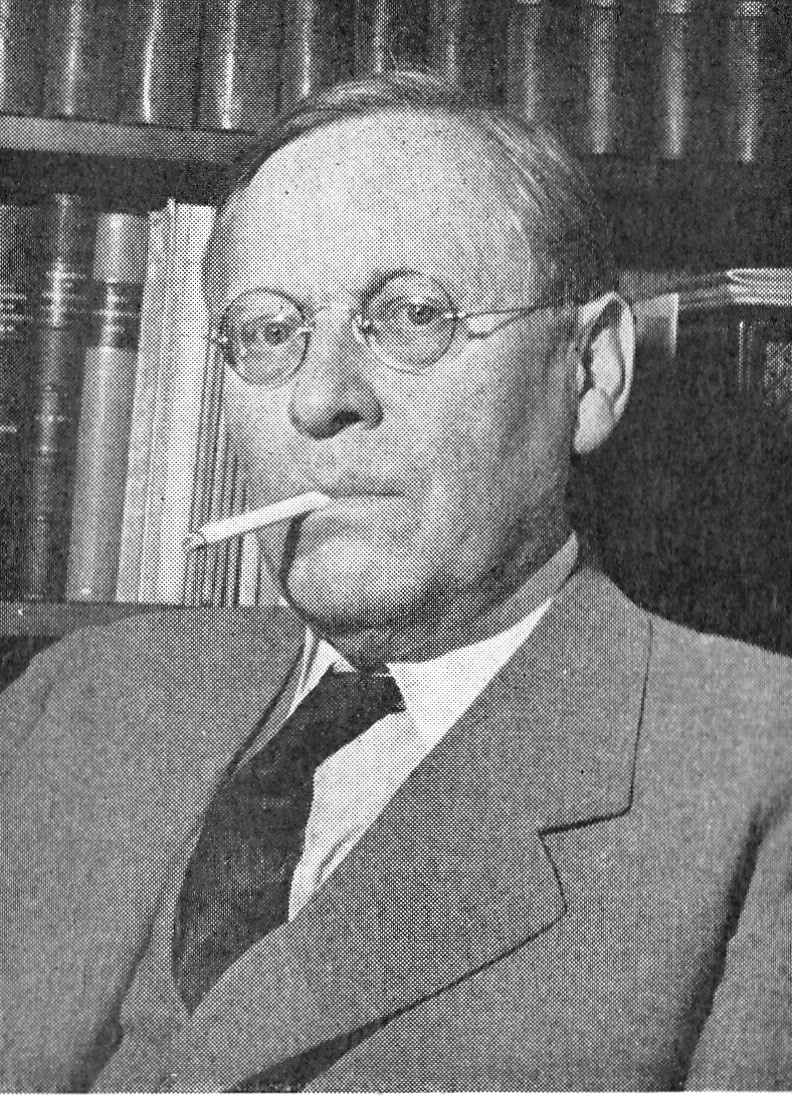
Hugo Lindberg
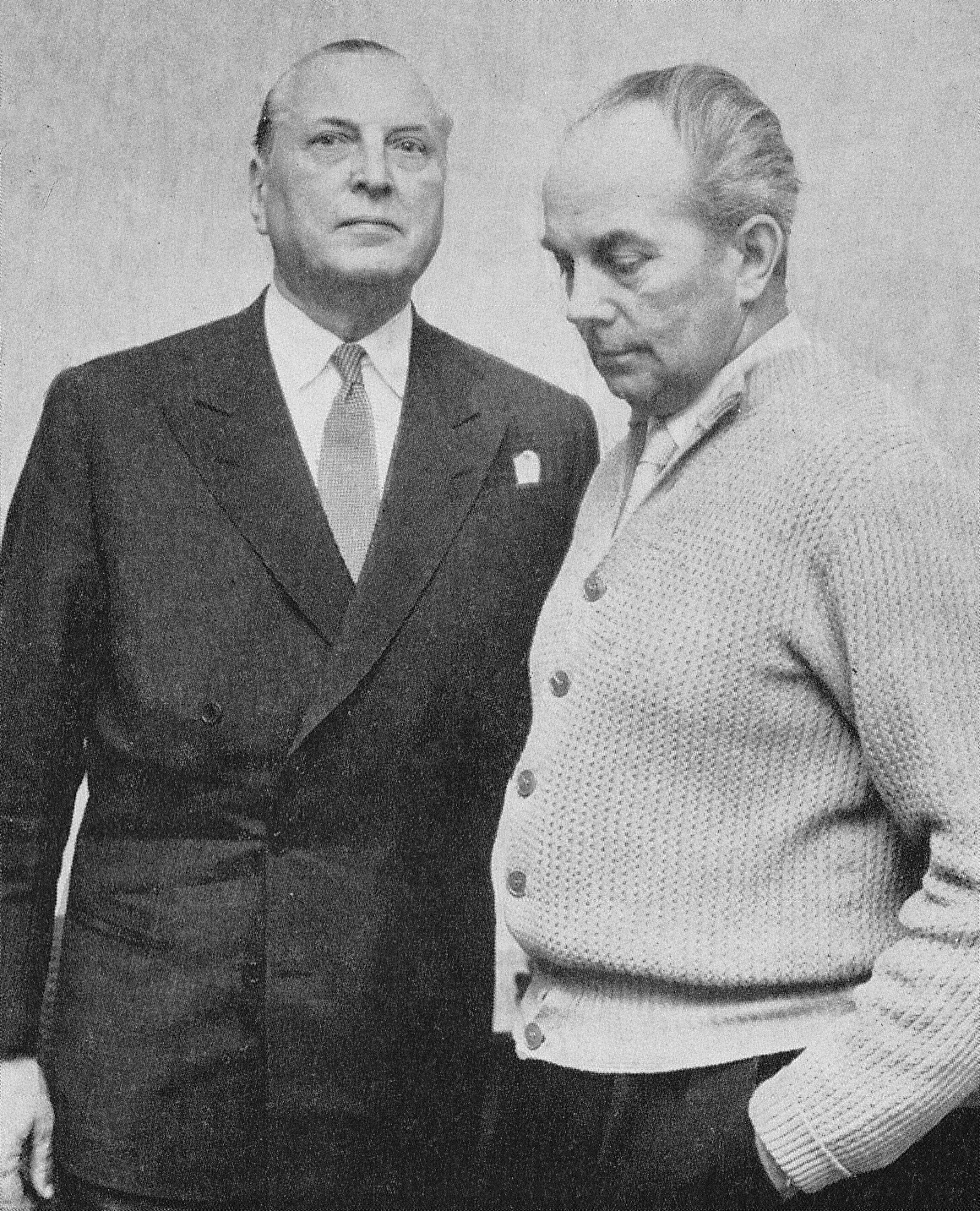
T.v: Einar van de Velde. T.h: Olle Möller